# 芬夫森
芬夫森（德語：Fünfseen）是德国梅克伦堡-前波美拉尼亚州的市镇，隶属于梅克伦堡湖区县。总面积为51.78平方千米，截至2023年12月31日总人口为1,069人。